# Comparettia moroniae
Comparettia moroniae är en orkidéart som beskrevs av David Edward Bennett och Eric Alston Christenson. Comparettia moroniae ingår i släktet Comparettia, och familjen orkidéer.
Artens utbredningsområde är Peru. Inga underarter finns listade i Catalogue of Life.